# میکا نورملا
میکا نورملا (فنلاندی: Mika Nurmela؛ زادهٔ ۲۶ دسامبر ۱۹۷۱) بازیکن فوتبال اهل فنلاند بود.
از باشگاه‌هایی که در آن بازی کرده‌است می‌توان به باشگاه فوتبال هلسینکی، باشگاه فوتبال مالمو، باشگاه فوتبال کایزرسلاوترن، باشگاه فوتبال هراکس آلملو، باشگاه فوتبال رووانیمی پالوسئورا، باشگاه فوتبال هاکا، باشگاه فوتبال اولو، باشگاه فوتبال هیرنفین، باشگاه فوتبال تورون پالوسئورا، و باشگاه فوتبال امن اشاره کرد.
وی همچنین در تیم‌های ملی فوتبال زیر ۲۱ سال فنلاند و فنلاند بازی کرده‌است.